# بورت أرانساس
بورت أرانساس (بالإنجليزية: Port Aransas)‏ هي مدينة أمريكية تقع في ولاية تكساس.تبلغ مساحة هذه المدينة 31.3 (كم²)،ويبلغ عدد سكانها 3380 نسمة حسب إحصاء سنة 2010 م. تشير إحصاءات سنة 2000م بأن الكثافة السكانية في هذه المدينة تقدر بـ(147.7) نسمة/كم2.